# El Capricho (Gaudí)
La Villa Quijano, popularmente conocida como El Capricho, es un edificio modernista situado en la localidad cántabra de Comillas. Fue proyectado por Antoni Gaudí y construido entre 1883 y 1885 bajo la dirección de Cristóbal Cascante, ayudante del arquitecto reusense, por encargo del indiano Máximo Díaz de Quijano. Es una de las pocas obras que Gaudí proyectó fuera de Cataluña, junto al Palacio Episcopal de Astorga y la Casa Botines de León.
Esta obra pertenece a la etapa orientalista de Gaudí (1883-1888), periodo en que el arquitecto realizó una serie de obras de marcado gusto oriental, inspiradas en el arte del Próximo y Lejano Oriente (India, Persia, Japón), así como en el arte islámico hispánico, principalmente el mudéjar y nazarí. Gaudí empleó con gran profusión la decoración en azulejo cerámico así como los arcos mitrales, cartelas de ladrillo visto y remates en forma de templete o cúpula.
El edificio cayó en el abandono tras la Guerra Civil, estado en el que siguió pese a su declaración como Bien de Interés Cultural en 1969. En 1977, la última descendiente de los López-Díaz de Quijano, Pilar Güell Martos, vendió la propiedad al empresario Antonio Díaz, quien lo restauró en 1988 y lo convirtió en un restaurante. En 1992 fue comprado por el grupo japonés Mido Development. Por último, en 2009, el edificio se convirtió en museo.

## Historia
Máximo Díaz de Quijano y Fernández de San Juan (1838-1885) era un indiano enriquecido en Cuba, abogado de profesión, de ideología carlista y aficionado a la música y la botánica. Era concuñado del también indiano Antonio López y López, marqués de Comillas, suegro del empresario catalán Eusebi Güell, el principal mecenas de Gaudí, motivo por el que entraron en contacto promotor y arquitecto. Gaudí había sido ayudante de Joan Martorell en el palacio de Sobrellano del marqués de Comillas, donde había proyectado el mobiliario de la capilla de palacio. También construyó en Comillas en 1881 un quiosco en forma de templete de aire oriental para celebrar la visita del rey Alfonso XII a la localidad cántabra. Por ello recibió el encargo de construir un chalet anexo al palacio, que debía servir de residencia de verano. El edificio recibió el nombre de Villa Quijano, que pronto fue conocido como «El Capricho», debido a su aspecto exuberante y original.

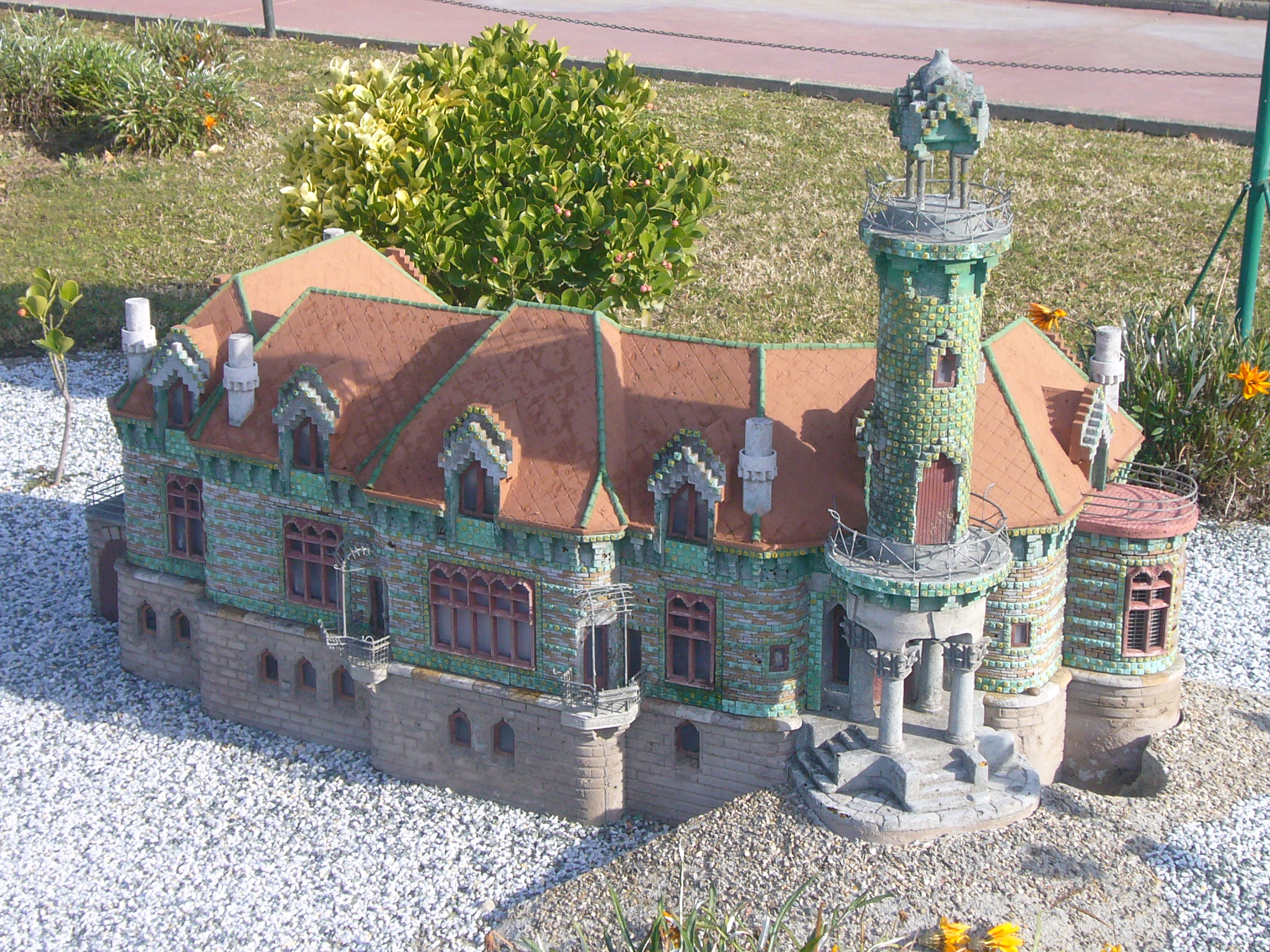
Maqueta del edificio, en Cataluña en Miniatura.

Gaudí realizó un proyecto de estilo orientalizante, en paralelo a su obra contemporánea en la casa Vicens de Barcelona, con reminiscencias de los artes gótico, oriental, mudéjar y nazarí. Posiblemente Gaudí se inspiró en un proyecto para un embarcadero que había hecho durante sus estudios universitarios, en 1876.
Las obras fueron ejecutadas por Cristóbal Cascante, compañero de carrera de Gaudí, quien se basó en una maqueta realizada por el arquitecto modernista. Los trabajos se realizaron entre 1883 y 1885 aunque, lamentablemente, su propietario no pudo disfrutarlo mucho tiempo, ya que murió unos meses más tarde de acabadas las obras. Ya que era soltero, la villa pasó a su hermana, Benita Díaz de Quijano; su hijo, Santiago López y Díaz de Quijano, emprendió en 1914 una primera reforma de la casa en que se sustituyó el invernadero por un bloque de obra de fábrica y se cambiaron las tejas cerámicas por placas de fibrocemento. A pesar de ser la primera obra del autor fuera de Cataluña, este nunca pudo contemplarla.
El edificio cayó en el abandono tras la Guerra Civil, estado en el que siguió pese a su declaración como Bien de Interés Cultural en 1969. En 1975, el Ayuntamiento de Reus, localidad natal de Gaudí, sugirió trasladar el edificio a esa población, aunque el proyecto fue desestimado. Poco más tarde, en 1977, la última descendiente de los López-Díaz de Quijano, Pilar Güell Martos, vendió la propiedad al empresario Antonio Díaz por 16 millones de pesetas. Sus hijos, Antonio y Ernesto, se hicieron cargo del inmueble que fue inaugurado como restaurante con el nombre de «El Capricho de Gaudí» en 1988 tras unas obras de rehabilitación que costaron 300 millones de pesetas. En 1992 fue comprado por el grupo japonés Mido Development por 800 millones de pesetas. Debido a la crisis económica, el restaurante se vio obligado a cerrar. Por último, el edificio se convirtió en museo y abrió sus puertas al público en julio de 2010.
EL Capricho fue elegido como Mejor Monumento del Mundo en 2023 en los premios Remarkable Venue Awards, mediante una votación popular en la que participaron más de 50 000 personas de todo el mundo.

## Descripción

### Exterior

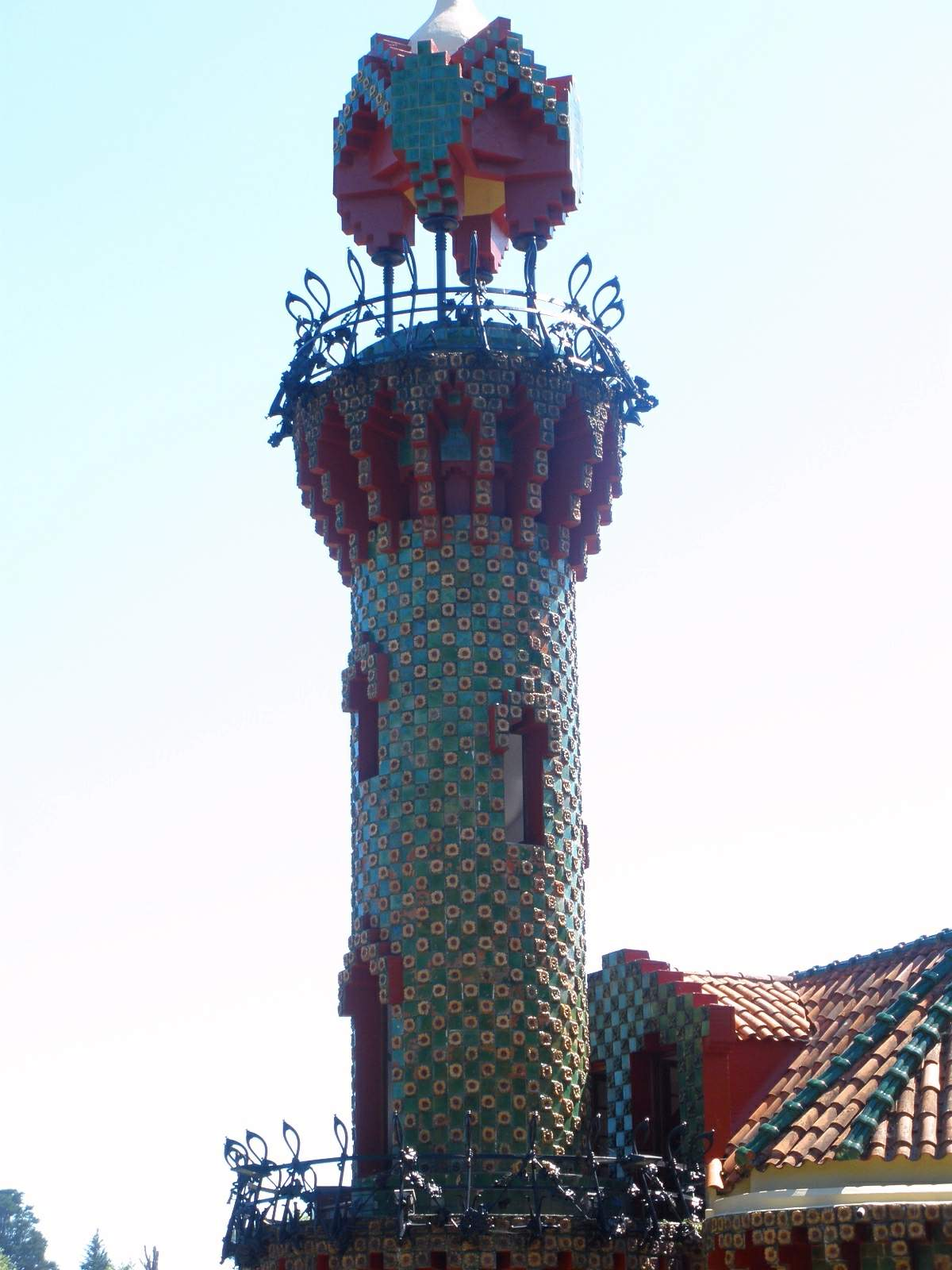
Torre-minarete.

El Capricho se encuentra en un terreno en pendiente, que antiguamente albergaba un bosque de castaños, en un valle cuyas laderas descienden hacia el mar, expuesto al norte. El arquitecto debió tener en cuenta todos estos aspectos, que resolvió con un proyecto de volumetría horizontal, orientando la fachada de las zonas destinadas al día hacia el norte. La nivelación del terreno lo obtuvo mediante un vaciado parcial de las tierras de la finca conteniendo la pendiente con un muro en el jardín trasero. Gaudí incorporó a su obra dos construcciones anteriores que había en el terreno, un invernadero y un templete, que transformó en el cuerpo central del edificio y en la base de la torre-minarete, respectivamente. Por otro lado, junto al edificio diseñó también los jardines de la finca, en los que incluyó una gruta artificial.
El edificio tiene planta alargada en forma de «U», con una superficie de 720 m² y una planta de 15 × 36 metros. Contiene semisótano, planta noble y desván, comunicados por dos escaleras de caracol, y con una torre cilíndrica en forma de alminar persa, revestida completamente de cerámica. En su construcción se emplearon diversos materiales, como la piedra, el ladrillo, el azulejo, el hierro y la teja, combinados en diferentes tonalidades, lo que otorga una gran riqueza cromática al conjunto.

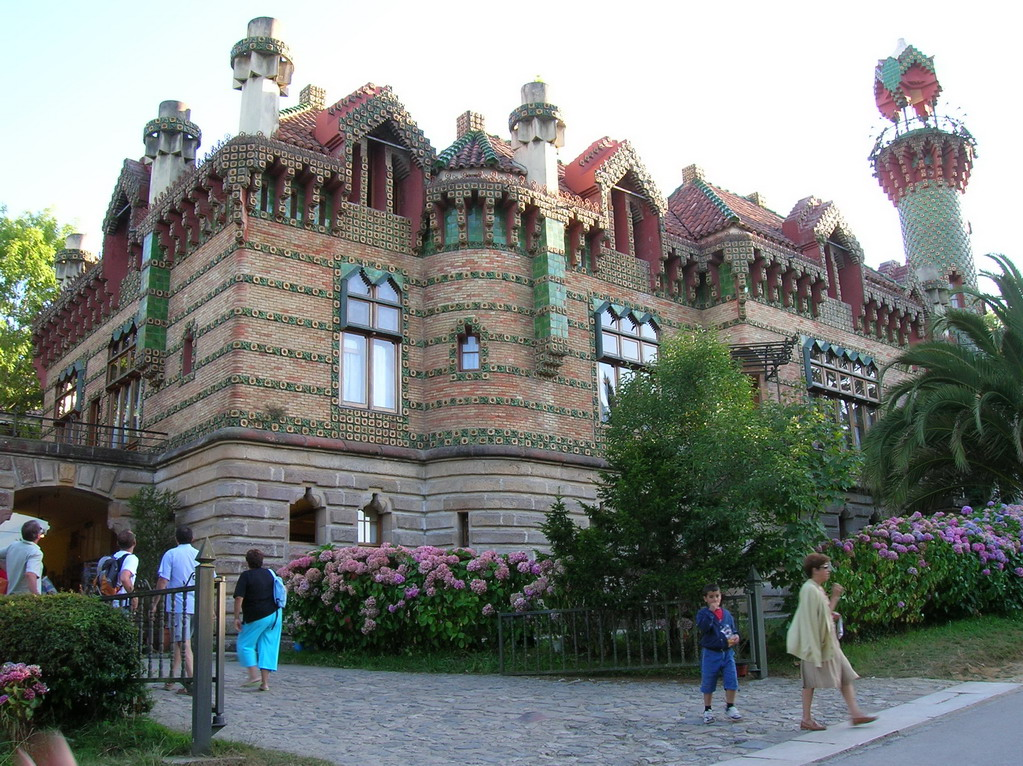
Fachada principal.

La fachada principal está estructurada sobre la base de una serie de franjas horizontales de sillares de tono amarillo-ocre con franjas de verde decoradas con flores amarillas de girasol. Los muros son de ladrillo visto sobre un zócalo de piedra de forma almohadillada, y rematados por una cornisa de cartelas de colores; el tejado, de dos aguas, está revestido de tejas cerámicas. En su planimetría destaca la línea curva, con diversos cuerpos semicirculares superpuestos que destacan del conjunto, e incluso las esquinas tienen forma de curvas cóncavas. Los balcones presentan un original diseño, ya que la barandilla de hierro forjado se convierte en su parte central en un asiento, mientras que en su parte superior presentan un diseño a modo de pérgola.
El acceso principal de la casa se encuentra en el lado norte, en un monumental pórtico sobre el que se yergue la torre-minarete, con cuatro columnas y arcos adintelados, con capiteles decorados con pájaros y hojas de palmito, como en la casa Vicens. La ventana de la puerta principal presenta una forma escalonada, y está revestida de azulejos de color verde en el intradós y en forma de girasoles en la imposta.

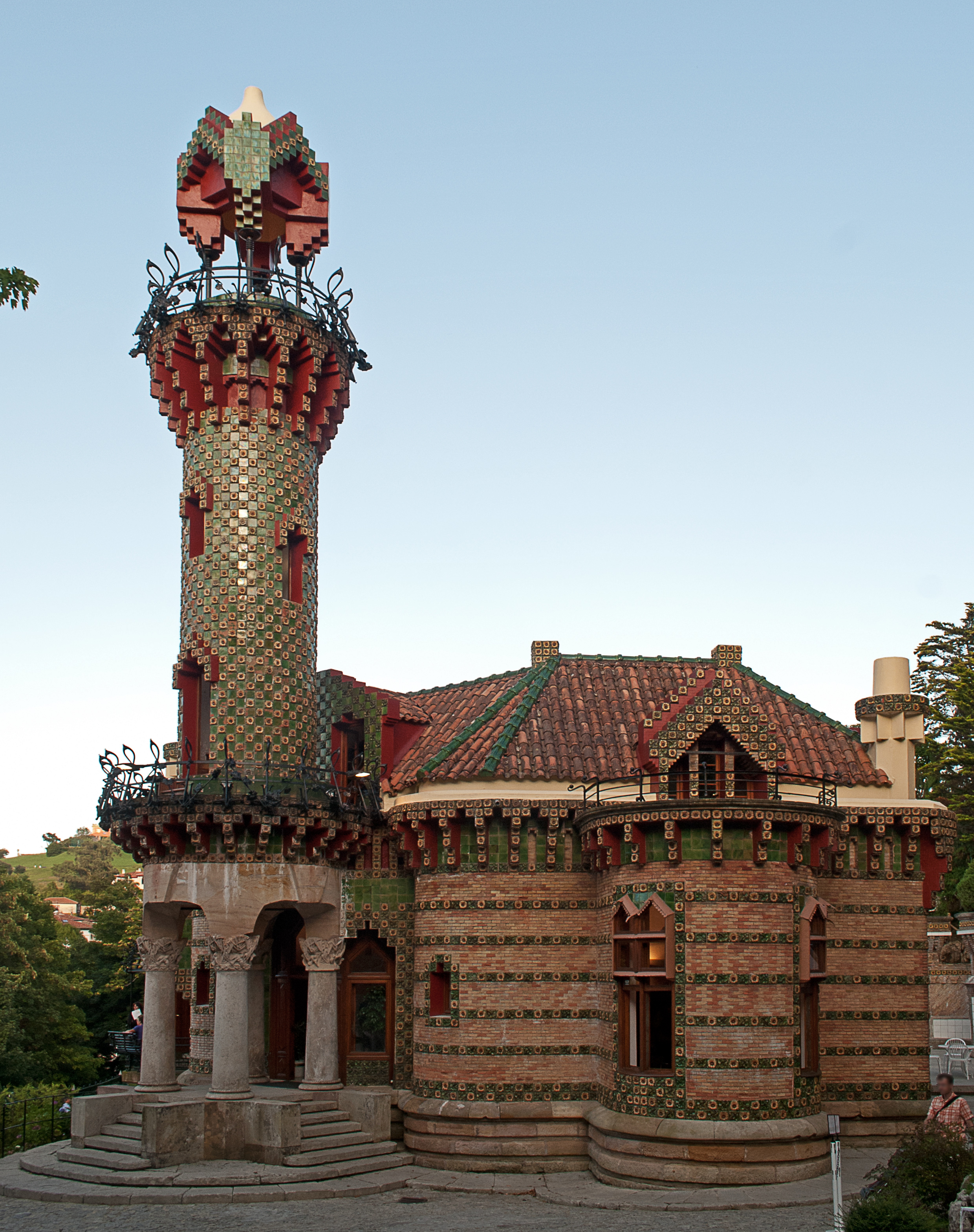
Fachada de poniente.

La horizontalidad del cuerpo central del edificio queda contrastada por la verticalidad de la torre, de 20 metros de altura, semejante a un minarete islámico, que actúa de mirador, ya que desde su altura se puede ver el mar Cantábrico. Tiene planta cilíndrica y está formada por tres partes: una terraza situada sobre el pórtico de entrada, al nivel de la cornisa del edificio; el cuerpo central, revestido de azulejos verdes y de girasoles, dispuestos en forma ajedrezada; y el mirador, con una plataforma con barandilla de hierro forjado con motivos musicales —concretamente claves de sol—, rematada con un templete de formas geométricas sustentado sobre cuatro columnas de hierro.

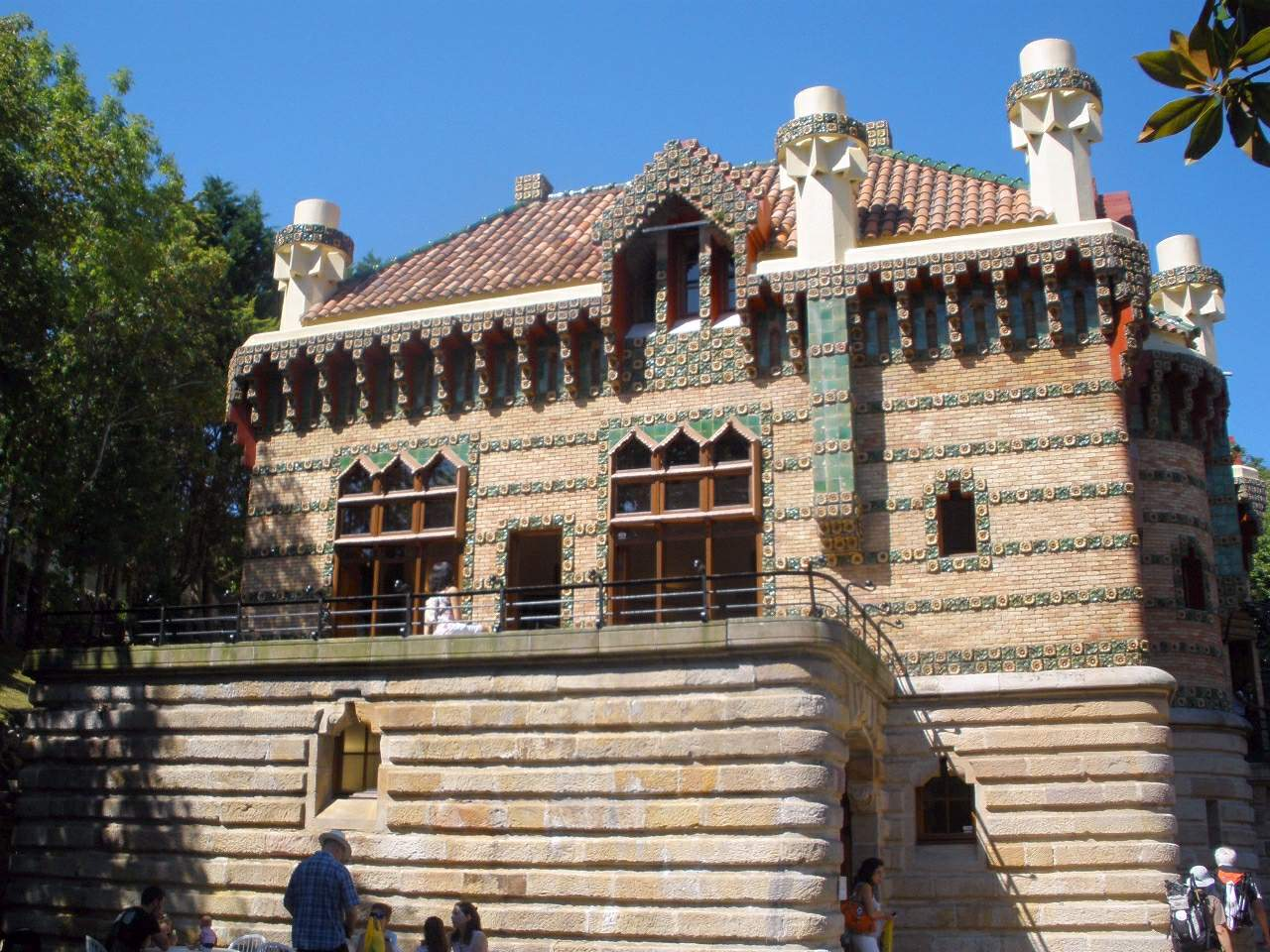
Fachada de levante.

Las fachadas laterales del edificio presentan una distinta planimetría: la de poniente es la que contiene, junto a la fachada principal, el pórtico y la torre y estaba pensada para recibir a las visitas ya que se encuentra frente al camino de acceso y maniobra de los carruajes. Está en la parte más alta del terreno por lo que el zócalo del edificio tiene aquí tan solo una altura de 80 cm. Por su parte, la fachada de levante se encuentra sobre la parte más baja del terreno, por lo que el zócalo tiene en este lado una altura de 3,5 metros. En esta parte se encuentra el dormitorio principal así como una sala de juegos, que servía en ocasiones como dormitorio auxiliar. Bajo la terraza del dormitorio principal se halla la cochera que, debido a la inclinación del terreno, queda ubicada en el semisótano.
En cuanto a la fachada posterior, ubicada al mediodía, se corresponde con el pórtico acristalado del anterior invernadero, derribado en 1914 y reconstruido en 1988. Esta fachada, en la cara interna de la U que forma el edificio, suponía el área privada de la casa, destinada a las principales aficiones del propietario, la música y la botánica, actividad esta última que habría cumplido el invernadero, que actuaba también como regulador térmico y como eje distribuidor de la casa. Detrás del invernadero se halla un patio situado entre la fachada posterior y el jardín, de 130 m², cerrado en la parte del jardín por un muro de ladrillo con un banco corrido de azulejos blancos.
Los jardines de la finca tienen una superficie de 2500 m², y fueron diseñados por el propio Gaudí. Esta zona no ha sufrido apenas modificaciones, por lo que conservan prácticamente su diseño original. El arquitecto mostró como en otras de sus obras un gran respeto por el entorno, utilizando para su proyecto materiales autóctonos. La principal modificación del terreno fue debida a su desnivel, lo que le llevó a extraer piedras de la zona más elevada, que utilizó para construir caminos, muros y escaleras. Del jardín destaca la gruta, situada en el extremo occidental, elaborada con bloques de piedra sin desbastar, con una puerta de entrada y una ventana adinteladas, y en el interior un banco corrido de piedra. Por otro lado, en un banco situado frente a la fachada trasera se halla una estatua sedente en bronce de Gaudí, obra de Marco Herreros (1989).

### Interior

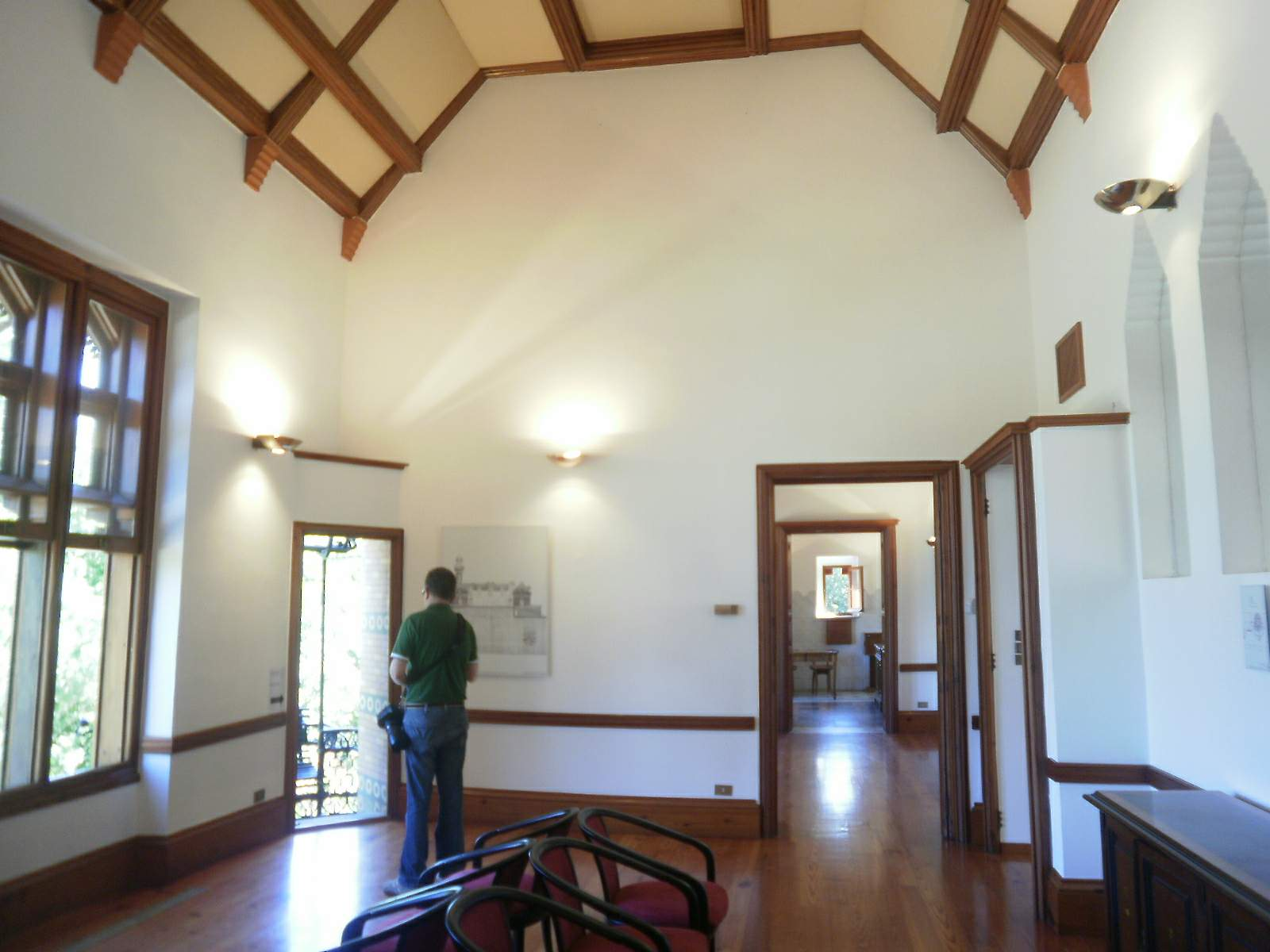
Salón principal.

El diseño interior de la casa responde principalmente al hecho de estar proyectada para una persona soltera y con una finalidad recreativa ya que se trataba de un edificio pensado para el descanso y las vacaciones. El interior está distribuido en tres plantas: en el semisótano se encontraban la cocina, las despensas y los trasteros, en la planta noble la residencia y el desván estaba destinado al servicio. La planta principal tiene cinco estancias, el vestíbulo y el cuarto de baño, unidos por un amplio distribuidor paralelo al invernadero. Gaudí distribuyó el espacio en base al recorrido del sol, situando las dependencias de actividades matutinas hacia el sur, y las vespertinas a poniente, mientras que las estivales quedaban hacia el norte.
La decoración de la vivienda se llevó a cabo con toda clase de lujos ornamentales y los mejores materiales como vitrales, cerámicas y maderas talladas. La mayoría de motivos decorativos son de carácter geométrico y vegetal como flores y hojas, pero también alguno animal, principalmente ornitológico.
El vestíbulo, que está situado tras el pórtico de entrada al pie de la torre-minarete, tiene 12 m², planta hexagonal y actúa de distribuidor entre las tres plantas. El pavimento está compuesto por losas de mármol de forma circular mientras que el techo presenta un artesonado de madera con una franja de cinco vigas en el centro y dos grupos de siete vigas que recorren transversalmente la estancia. Esta sala tiene una vidriera con cenefas de formas geométricas y motivos ornamentales vegetales.

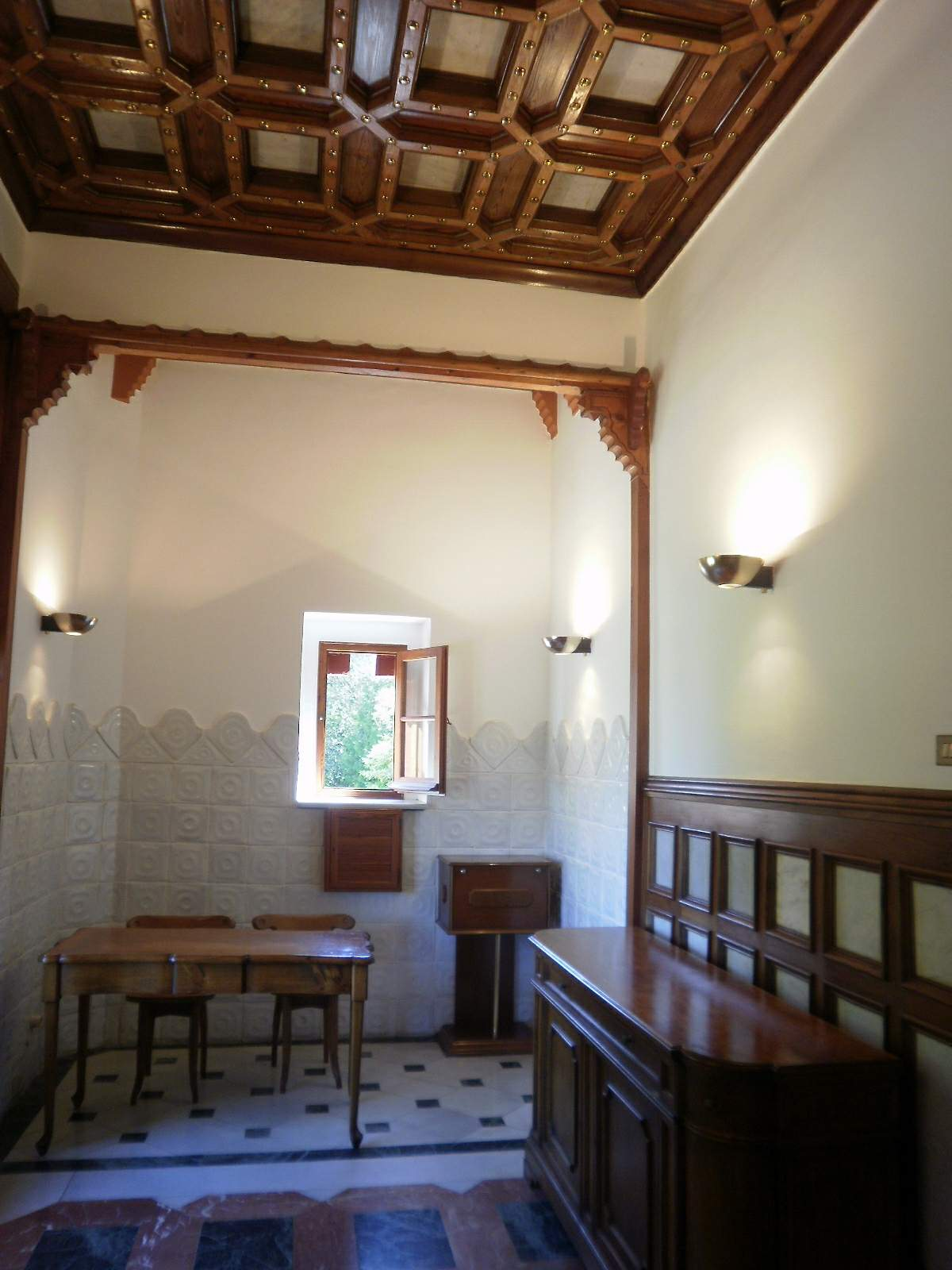
Cuarto de baño.

Entre el vestíbulo y el salón principal se halla la sala de visitas, de 16 m². Esta estancia cumplía una doble función: la de recibidor en un contexto más formal y la de acceso al resto de la vivienda en un plano más informal ya que conecta con la galería de distribución que comunica todas las estancias a través del invernadero, donde en principio solo accedían familiares y amigos. El principal material empleado en esta estancia es la madera que recubre suelo, techo, zócalos, puertas y ventanas así como la chimenea. La mayoría de motivos ornamentales son de carácter geométrico.
El salón principal tiene 35 m² y presenta una doble altura que llega hasta la cubierta del edificio dividiendo el desván en dos partes. Como está situado en la crujía norte es el contrapunto del invernadero, orientado al sur. Es un salón acogedor y luminoso pero de cierta sobriedad, tal y como quería el propietario. El techo tiene forma de nave invertida, posiblemente pensado para contener una cubierta acristalada, como era moda en la época, que sin embargo no llegó a construirse. En la estancia destaca un amplio ventanal con ventanas de guillotina dotadas de un sistema de correderas que se mueven con contrapesos. Igualmente, en la zona interior hay cuatro ventanas en forma de arcos soledizos que dan al corredor y permiten la entrada de la luz de mediodía. Por otro lado, corresponden a este salón los dos balcones en forma de banco-barandilla elaborados en hierro forjado que dan al exterior. Junto a este salón se encuentra el comedor, de dimensiones modestas, colocado junto a la escalera de servicio que conduce a la cocina, en el semisótano.
Junto al salón principal está la sala de juegos, una estancia de 37 m² orientada hacia poniente. Era una sala polivalente destinada a finalidades lúdicas pero que también podía servir de dormitorio secundario. Incluye una galería semicircular de 6 m² como ambiente adicional destinado principalmente a fumadero, de inspiración árabe. El suelo de este salón es de parqué, que sintoniza con el techo de artesonado de madera, decorado con flores talladas igualmente en madera. La decoración, la más rica de la casa, está realizada en madera, cerámica y hierro, con motivos vegetales y animales.

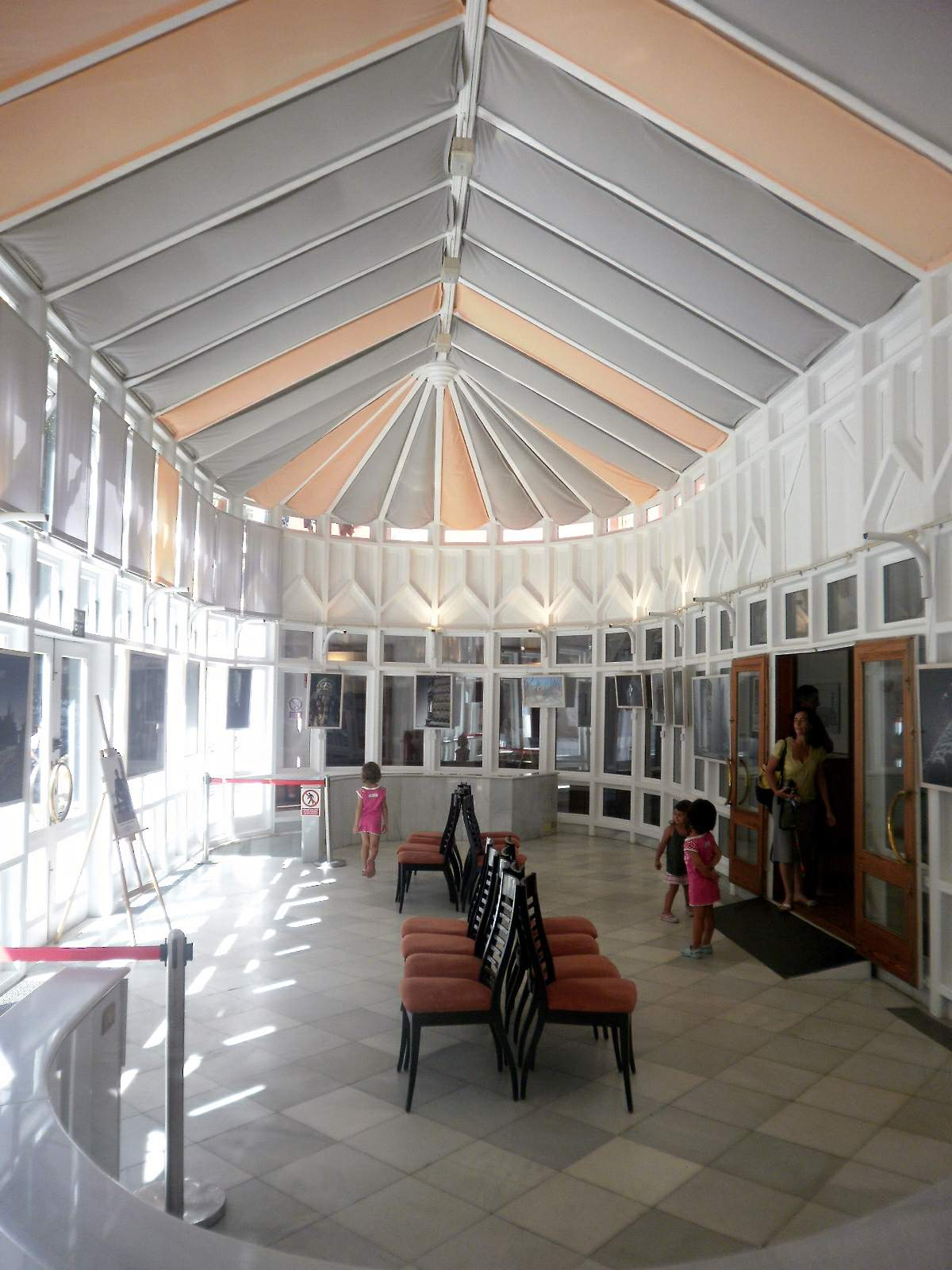
Invernadero.

En la fachada de levante se halla el dormitorio principal, que con sus 42 m² es la estancia más grande después del invernadero, mayor incluso que el salón principal, lo que pone de relieve la importancia concedida por su propietario a su vida privada. Debido a su tamaño, en la reforma de 1914 fue dividido en dos habitaciones. Es una estancia luminosa, con ventanales que dan a levante y mediodía, así como una puerta de acceso a la terraza de 26 m² que se sitúa sobre el techo de la cochera. De la estancia destaca el artesonado del techo, el más elaborado de toda la casa, con unas vigas transversales cruzadas por una red de viguetas en diagonal, con remates decorativos de motivos vegetales en las intersecciones. Junto al dormitorio se encuentra el cuarto de baño, de 14 m², con suelo de mármol, azulejos para la zona de ducha, zócalos de madera y mármol y techo de artesonado de madera. Las ventanas tienen vidrieras de colores con motivos vegetales y ornitológicos, posiblemente un modelo para las demás estancias que finalmente no se realizó.

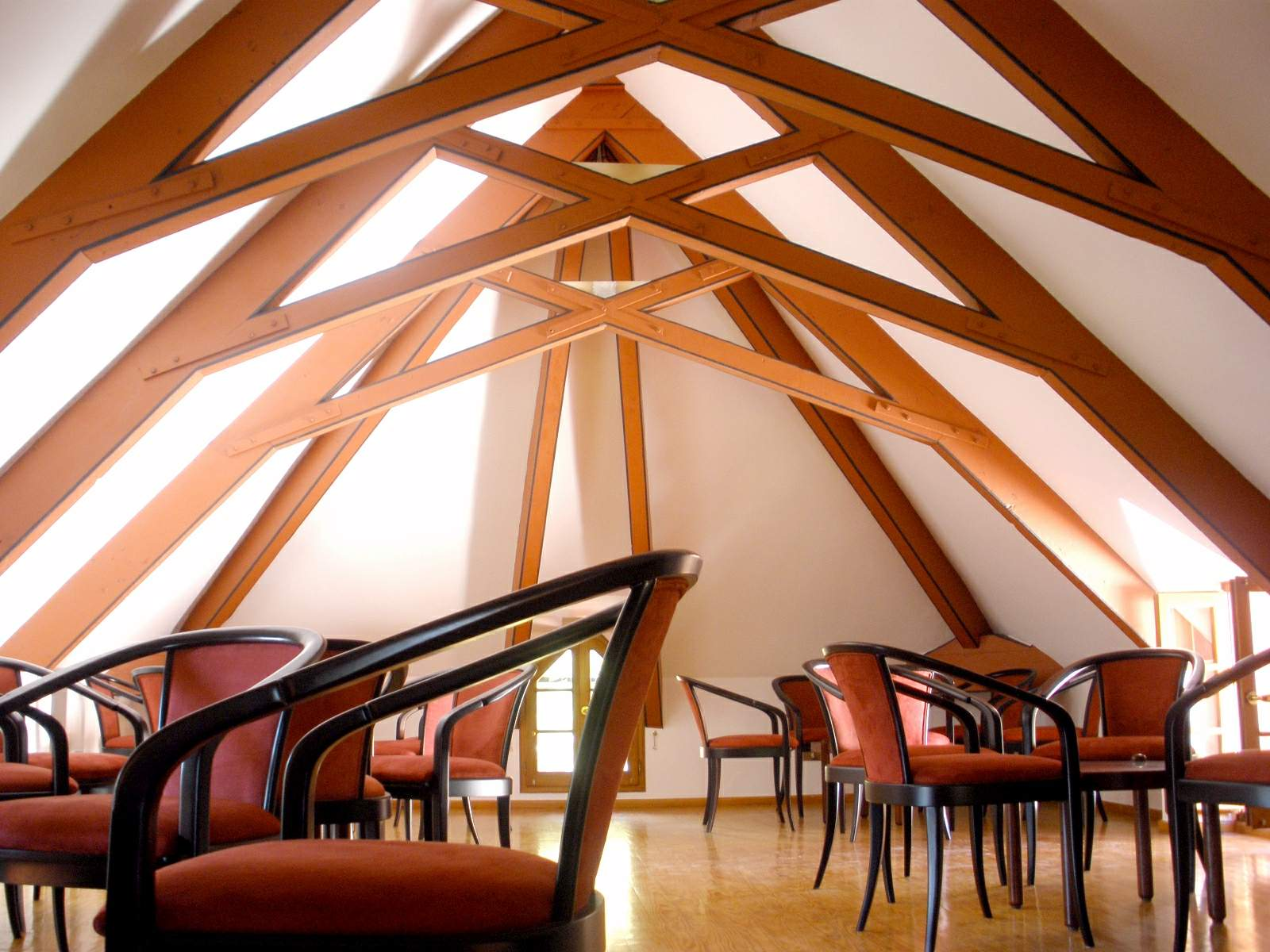
Detalle del desván.

En la parte sur de la casa, en el interior de la U que forma el edificio, se encuentra el invernadero construido sobre una edificación anterior que cumplía el mismo uso; destruido en la reforma de la casa efectuada en 1914, fue reconstruido en 1988 basándose en el diseño original. Esta estancia respondía a una de las aficiones del propietario, la botánica, aunque debido a su prematura muerte no llegó a cumplir su objetivo. Tiene 72 m² de superficie, 6 metros de altura y presenta planta de estadio y cubierta a dos aguas. Se construyó con una estructura de madera de color blanco y acristalada. Esta estancia cumple la función de regulador térmico de la casa, absorbiendo calor durante el día y desprendiéndolo al resto de las estancias por la noche. El invernadero forma junto al muro interior de la casa el corredor que sirve de distribución de la planta noble.
En la planta superior se encuentra el desván, dividido en dos por el salón principal ya que su altura llega hasta el techo del edificio, con acceso por dos escaleras de caracol. Tiene una superficie total de 140 m², con cubierta a dos aguas con una estructura de vigas de madera con diversos ángulos de abertura, más cerrados cuanto más cerca están del centro de la crujía. El desván cumplía también el objetivo de regulador térmico, aislando la planta noble de las temperaturas exteriores. En este espacio se hallaban las habitaciones del servicio y las dos alas estaban conectadas por un corredor exterior, paralelo a la cubierta del invernadero. Una de las habitaciones cuenta con una terraza semicircular que está sobre la galería de la sala de juegos. También hay un acceso a la terraza inferior de la torre-minarete.
Cabe resaltar que numerosas soluciones estructurales y ornamentales de la casa responden a la afición del propietario por la música, por ejemplo: las cenefas en el exterior de la casa imitan un pentagrama, las barandillas de la torre tienen forma de clave de sol y de semicorchea, en las ventanas del salón principal se usaron contrapesos para el sistema de correderas, que eran campanas tubulares con diferentes densidades y tamaños para poder obtener notas musicales diferentes al abrirse y cerrarse; por último, en el cuarto de baño se encuentran dos vidrieras con dibujos de una abeja tocando la guitarra y un pájaro tocando el órgano.

## Galería

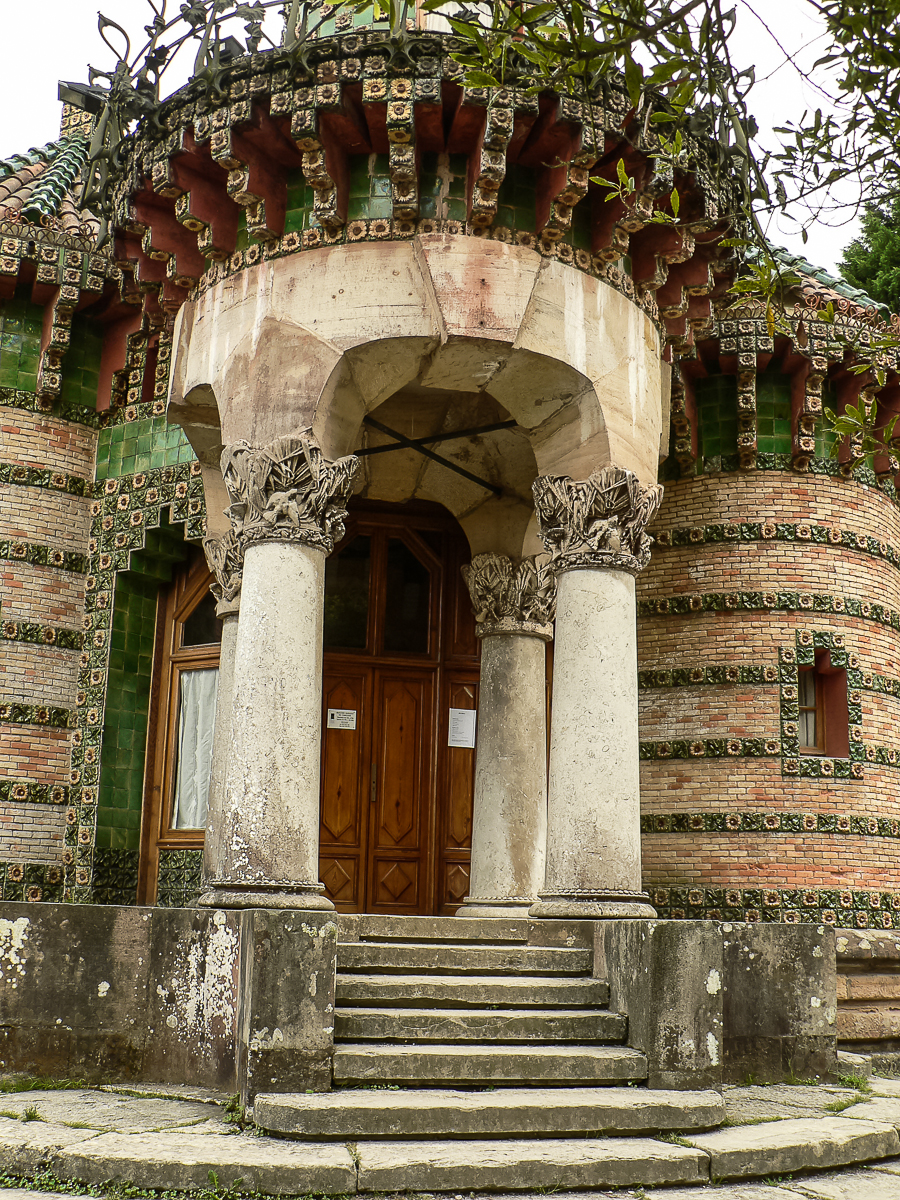
Pórtico de entrada.
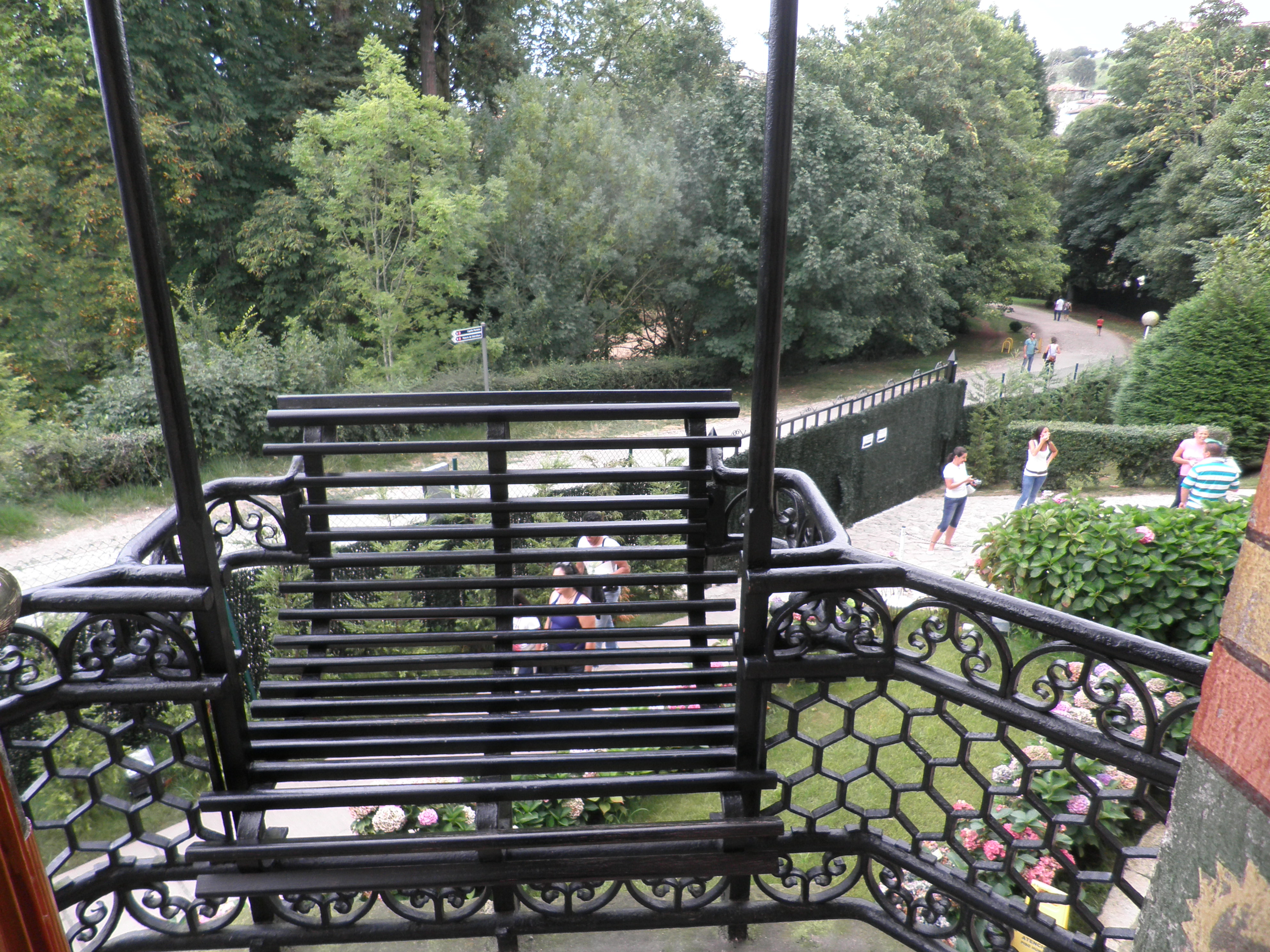
Detalle de uno de los balcones de hierro forjado, dotados de unas ingeniosas banquetas tipo marquesina.
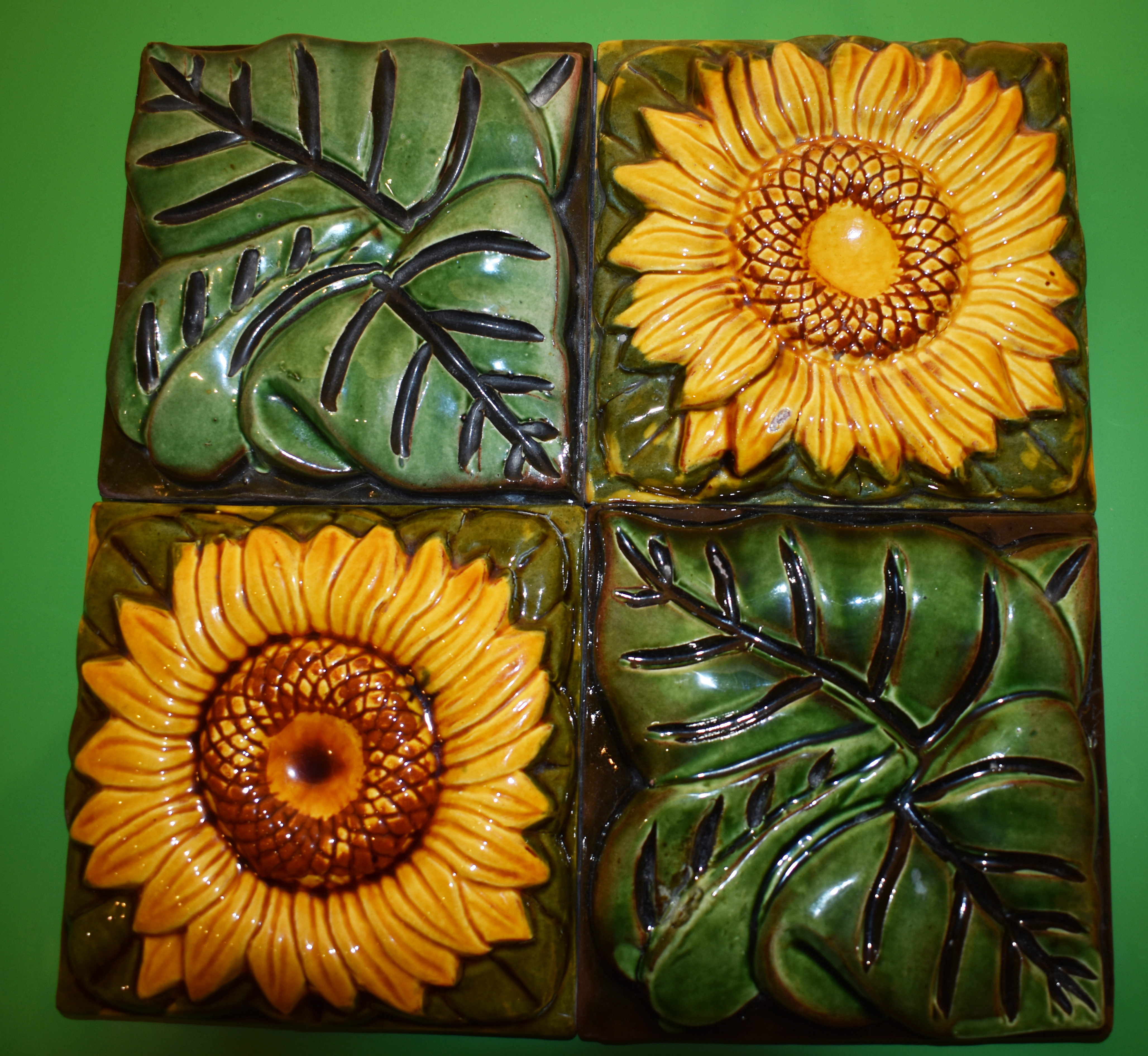
Azulejo con hojas y flores de girasol utilizado en El Capricho y la Casa Vicens
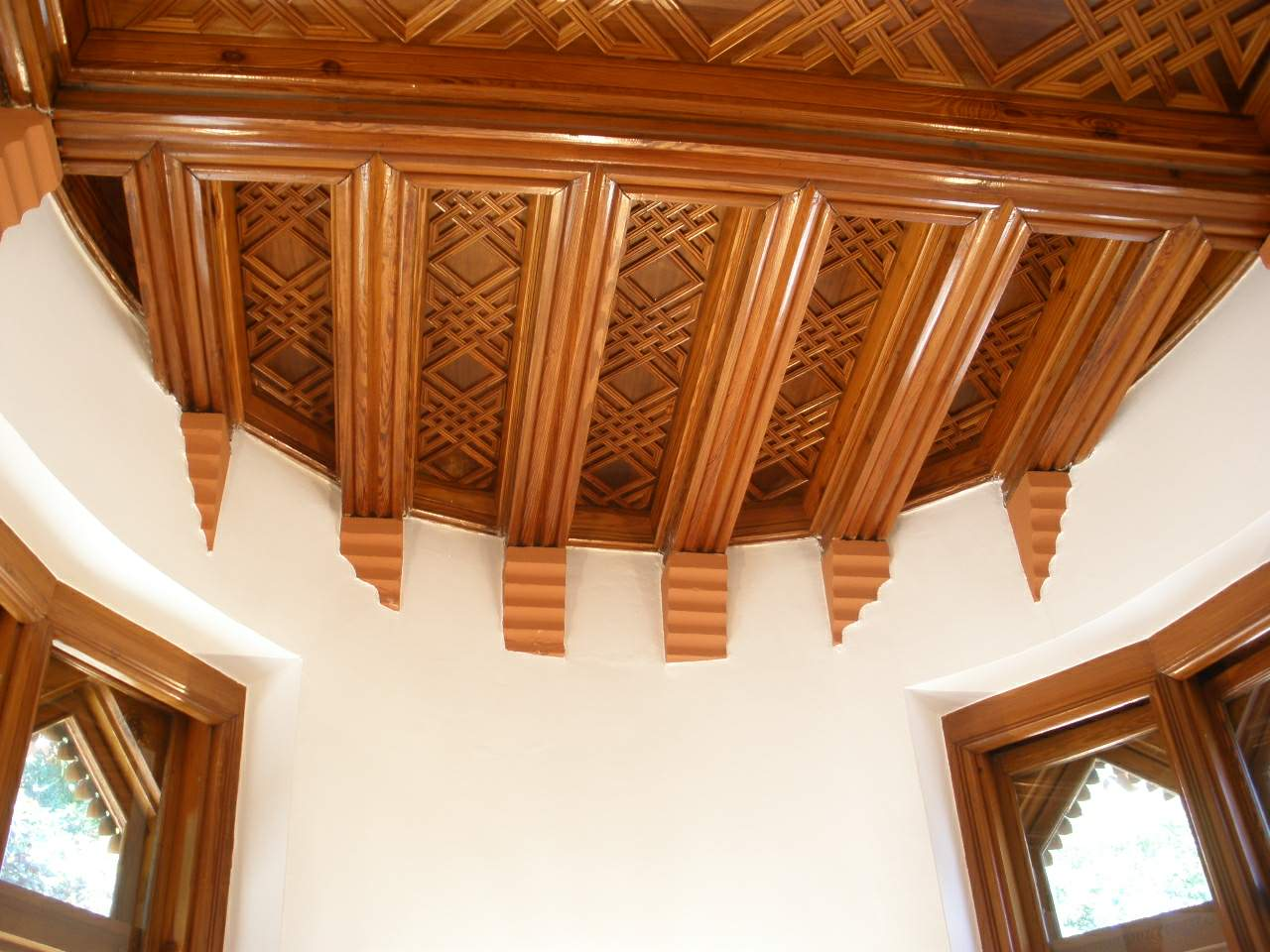
Artesonado del techo.
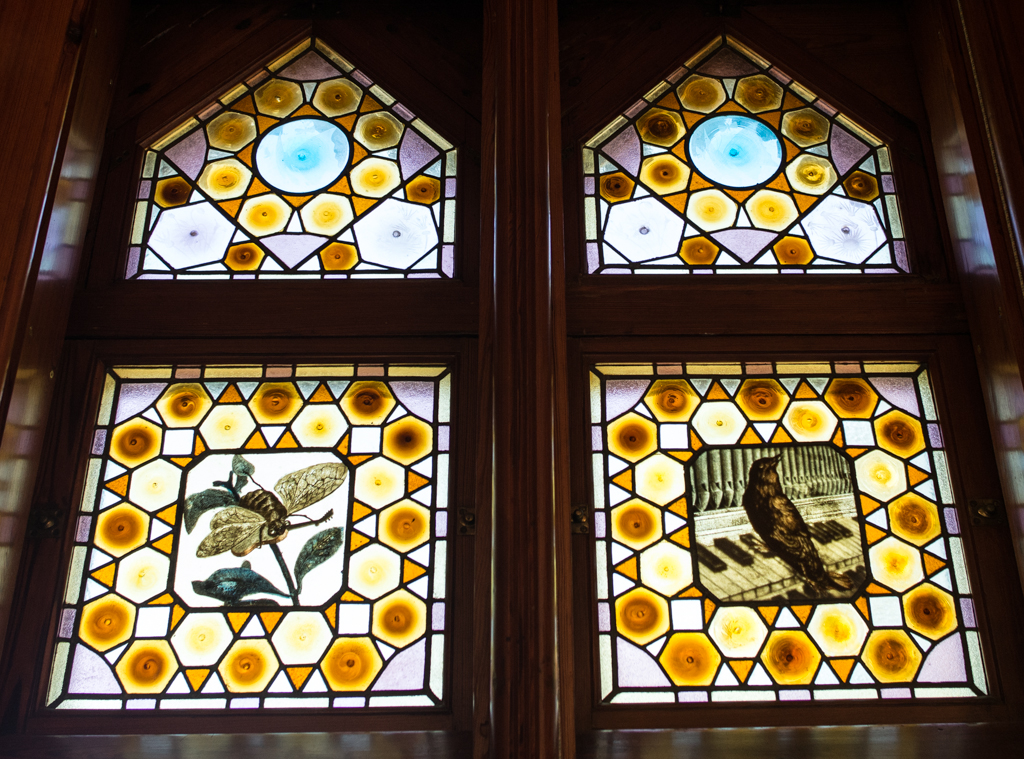
Vidrieras del cuarto de baño.
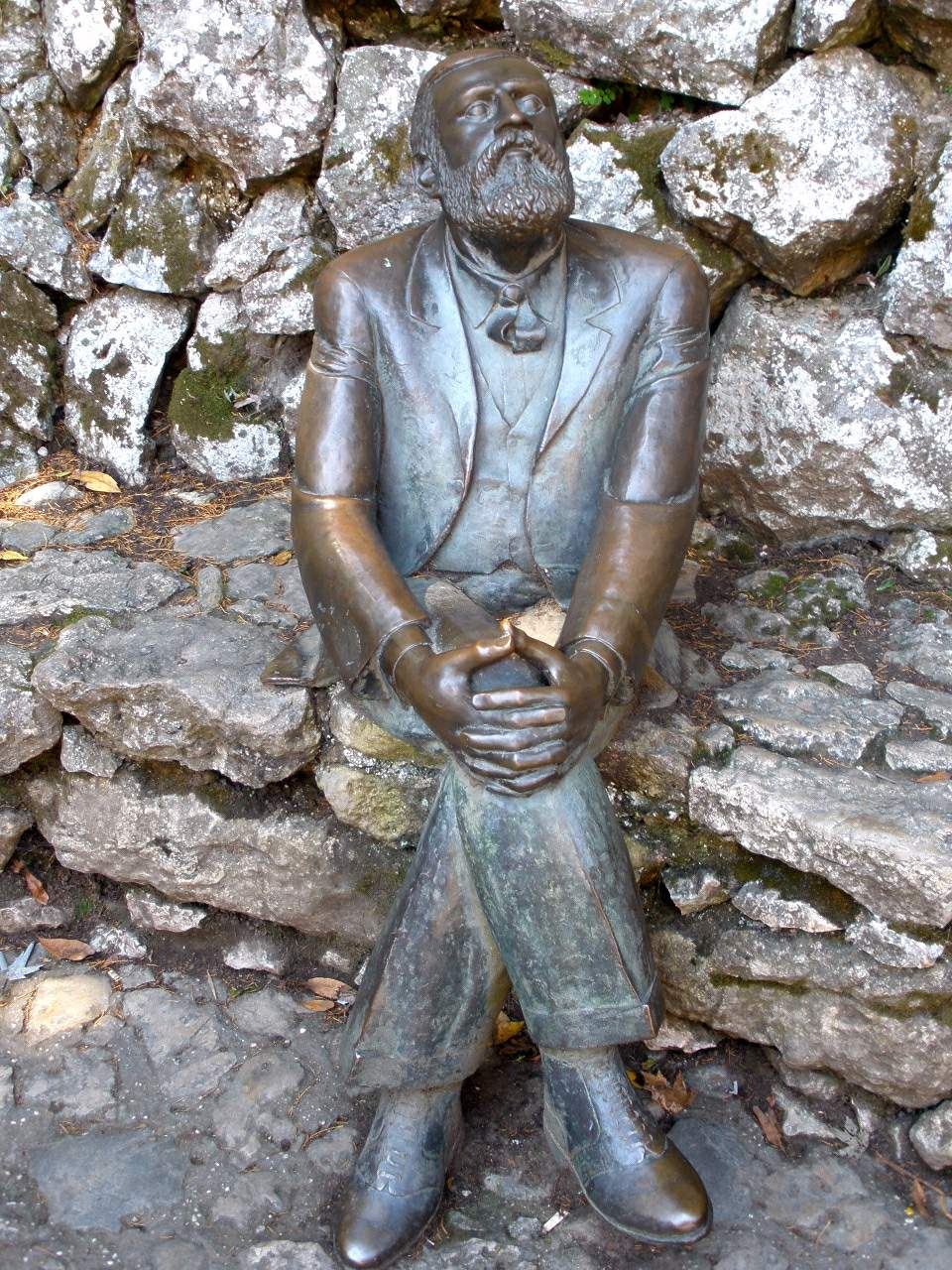
Estatua de Gaudí.